# بسمل

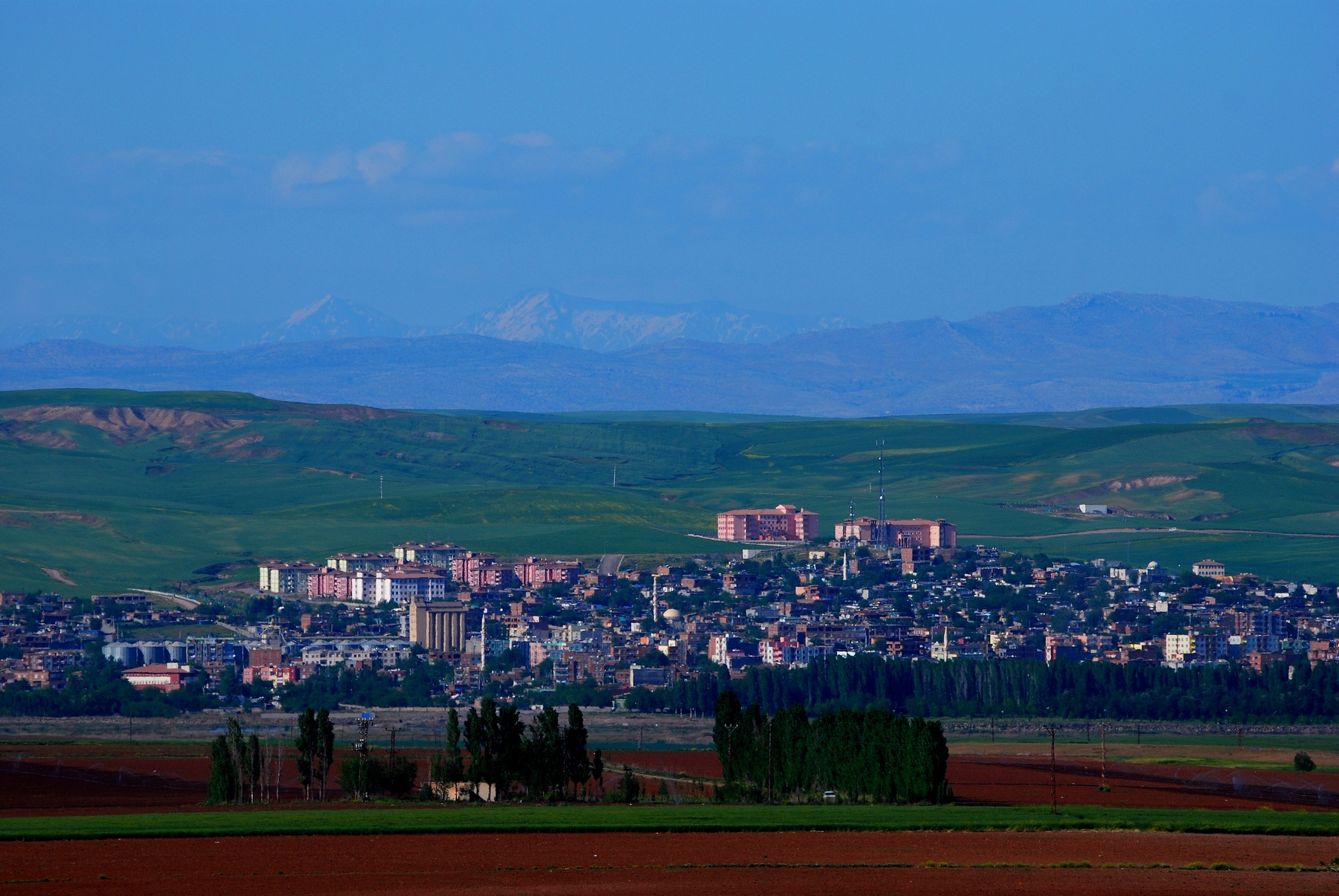
مدينة بيسميل

بسمل هي مدينة في مقاطعة ديار بكر في تركيا .
عدد السكان 56887 ( احصائيات عام 2010 ) و معظم السكان هم من الأكراد.

## أعلام
- محمد مهدي إيكر